# 剑川路
31°01′35″N 121°25′00″E / 31.026424°N 121.416578°E
 剑川路，是中華人民共和國上海市闵行区南部的一条道路。东起黄浦江畔，西至汇江路，以云南剑川为名。1958年7月修建，全长15.8千米，此后向两侧不断延伸，至2017年仍有新建工程，未来将延伸到松江区泖亭路。沿途有上海闵行经济技术开发区、上海交通大学闵行校区、华东师范大学闵行校区、吴泾渡口。
2023年6月7日6时30分许，一辆小客车行驶至沪闵路剑川路路口时，因闯红灯与对向车道正在左转的三辆机动车发生碰撞，导致1名被撞车辆驾驶员死亡。

## 主要交会路口（东向西）
- 龙吴路
- 虹梅南路（虹梅高架路、虹梅南路隧道）
- 莲花南路
- 沪金高速
- 都市路
- 沪闵路
- 中春路/瑞丽路
- 华宁路
- 文井路
- 昆阳路
- 汇北路

## 轨道交通
- 沪闵路口：5剑川路站